# Тапенбек
Тапенбек (њем. Tappenbeck) општина је у њемачкој савезној држави Доња Саксонија. Једно је од 41 општинског средишта округа Гифхорн. Према процјени из 2010. у општини је живјело 1.373 становника. Посједује регионалну шифру (AGS) 3151030.

## Географски и демографски подаци
Тапенбек се налази у савезној држави Доња Саксонија у округу Гифхорн. Општина се налази на надморској висини од 69 метара. Површина општине износи 5,1 km². У самом мјесту је, према процјени из 2010. године, живјело 1.373 становника. Просјечна густина становништва износи 269 становника/km².